# هریستو باهتارلیف
هریستو باهتارلیف (بلغاری: Христо Бахтарлиев؛ زادهٔ ۱۱ مهٔ ۱۹۸۶) بازیکن فوتبال اهل بلغارستان است.
از باشگاه‌هایی که در آن بازی کرده است می‌توان به باشگاه فوتبال زسکا صوفیه اشاره کرد.